# 2012年の出版
2012年の出版（2012ねんのしゅつぱん）では、2012年出版に関する出来事についてまとめる。「2012年の文学」

## 出版関する出来事
出版社の設立、倒産。雑誌の創刊、休刊、廃刊、復刊の日付はそれぞれの創刊号、最終号、復刊号の発売日である。

### 1月
- 21日‐笠倉出版社のファッション雑誌『BETTY』を休刊。

### 3月
- 18日-セーラー広告のタウン情報誌『月刊タウン情報かがわ』を休刊[1]。

### 4月
- 16日‐白夜書房からパチンコ雑誌関連の部署を分割してガイドワークスを設立した。その後コアマガジンから『パチンコオリジナル実戦術』と『パチンコ激闘伝!実戦守山術』などのパチンコ雑誌関係の部署を統合した。

### 6月
- 6月12日 - 日本出版社のペット雑誌『猫びより』を64号で日本出版社最後の発行をした。
- コアマガジンの成人向けの漫画雑誌『コミックメガミルク』を休刊。

### 7月
- 24日 - ハルメク設立。[2]
- 31日 - 猫関係の雑誌『猫びより』の日本出版社が経営者の健康上や後継者不在で自主廃業[3]。

### 8月
- 12日‐それまで発行してきた日本出版社のペット雑誌『猫びより』が65号から辰巳出版に移管して発行した。

### 9月
- 25日‐日本自転車振興会の競輪情報誌『月刊競輪』を休刊。

### 10月
- 1日 - 中古車専門誌『カーセンサー』と結婚情報誌『ゼクシィ』と旅行情報誌『じゃらん』のリクルートが持株会社移行に伴う組織変更を実施し事業会社に分離してリクルートはリクルートホールディングスに社名変更してCIを実施。

### 12月
- 12日 - 武田ランダムハウスが倒産。
- どうぶつ社が廃業。